# Héctor Acero Sánchez
Héctor Acero Sánchez (* 18. März 1966 in Santiago de los Caballeros, Dominikanische Republik) ist ein ehemaliger dominikanischer Profiboxer. Er war von August 1994 bis November 1995 Weltmeister der WBC im Superbantamgewicht.

## Boxkarriere
Héctor Acero Sánchez gab sein Profidebüt im März 1989. Seine Manager waren Nelson Fernandez und Adriano Agramonte. In seinen ersten 33 Kämpfen erzielte er 29 Siege, 2 Niederlagen und 2 Unentschieden. Eines seiner Unentschieden erreichte er im Dezember 1993 gegen Eddie Croft, ein späterer WM-Herausforderer von Tom Johnson, Marco Barrera und Erik Morales. Eine seiner Niederlagen erlitt er im März 1994 gegen den späteren IBF-Weltmeister Frank Toledo.
Am 26. August 1994 boxte er gegen Tracy Patterson um den WBC-Titel im Superbantamgewicht und siegte überraschend durch Split Decision nach Punkten. Im März 1995 gelang ihm eine Titelverteidigung nach Punkten gegen den ehemaligen WBA-Weltmeister Julio Gervacio. Weniger als drei Monate später verteidigte er den Titel zudem durch ein Unentschieden gegen den späteren Hall of Famer Daniel Zaragoza. Den Rückkampf fünf Monate später verlor er dann durch eine Split Decision nach Punkten.
Im Juni 1996 verlor er einstimmig gegen Erik Morales, ebenso gegen Kennedy McKinney im Mai 1997. Jedoch gelangen ihm zwei Siege in Folge gegen Mauricio Martínez, was ihm einen erneuten Titelkampf einbrachte. Er boxte dabei am 3. Oktober 1998 gegen Carlos Barreto um die Interimsweltmeisterschaft der WBA im Superbantamgewicht, verlor jedoch einstimmig nach Punkten. Im Juni 1999 verlor er auch nach Punkten gegen Nana Konadu.
2002 verlor er noch gegen die mehrfachen WM-Herausforderer Juan Ramírez und Rocky Juarez, worauf er seine Karriere beendete.
| Vorgänger       | Amt                                                                           | Nachfolger      |
| --------------- | ----------------------------------------------------------------------------- | --------------- |
| Tracy Patterson | Boxweltmeister im Superbantamgewicht (WBC) 26. August 1994 – 6. November 1995 | Daniel Zaragoza |